# 夏之臣
夏之臣（1557年—1609年），字贊禹，號益吾，直隸鳳陽府毫州人，民籍，明朝政治人物、進士出身。

## 生平
萬曆十年（1582年）壬午科應天府鄉試第一百二名。萬曆十一年，登進士第三甲第一百四十八名。兵部觀政，本年官直隸河間縣知縣。十五年丁内艰，十八年復除山东阳信县，丁憂，二十年復任河南郾城县知县，二十一年行取浙江道御史，巡视十庫，二十二年巡视中城，六月条奏察典八事，二十三年巡按湖广，二十五年以事被贬，降海澄县典史，三十七年己酉卒。

## 事跡
河間縣知县夏之臣、邢有忭曾在河間城建一鑑亭，後來“鉴亭夏霁”成為“河间八景”之一。

## 家族
曾祖父夏玘；祖父夏鳳；父親夏楷。母于氏。